# ۰ (خورشیدی)
سال ۰ (صفر) هجری خورشیدی، سالی کبیسه است.
این سال در گاهشماری ایرانی سال قبل از ۱ هجری خورشیدی سال بعد از ۱- هجری خورشیدی است. این سال در بعضی محاسبات گاهشماری‌های هجری خورشیدی یا ایرانی وجود ندارد و سال ۱- بجای آن قرار دارد.
تقویم نجومی یا استخراجی معمولاً صفر را به عنوان یک نقطه زمانی جهت اندازه‌گیری و مقایسه طولی زمان در محاسبات خود دارد و تقویم مورخان یا حسابی که معمولاً سالشماری است صفر ندارد.